# Lampada della pace
La Lampada della pace è un premio organizzato dai Francescani ad Assisi e assegnato alle figure pubbliche che si sono distinte per il mantenimento della pace e della cooperazione tra gli uomini.

## Vincitori
- 1981  Lech Wałęsa
- 1986 Dalai Lama,  Giovanni Paolo II e madre Teresa di Calcutta
- 1990  Yasser Arafat
- 1995  Betty Williams
- 2008  Mikhail Gorbaciov
- 2009  Íngrid Betancourt
- 2011  Benedetto XVI
- 2013  Shimon Peres
- 2014  Mahmoud Abbas
- 2015  Papa Francesco
- 2016  Juan Manuel Santos
- 2017  Angela Merkel
- 2019  Muhammad Yunus,  Sergio Mattarella